# Sertularia turbinata
Sertularia turbinata är en nässeldjursart som först beskrevs av Jean Vincent Félix Lamouroux 1816.  Sertularia turbinata ingår i släktet Sertularia och familjen Sertulariidae. Inga underarter finns listade i Catalogue of Life.